# نوربازکنش

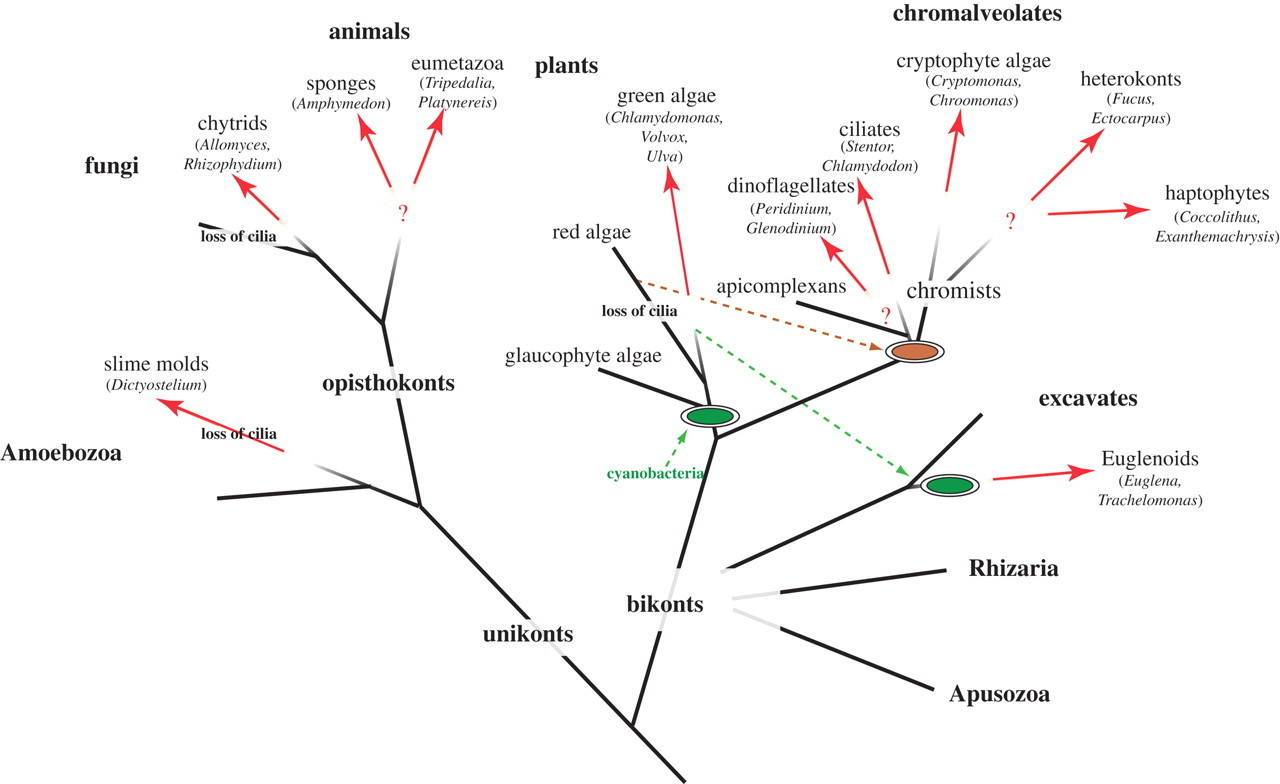
پراکنش سه‌بعدی نوربازکنش در درخت یوکاریوت‌ها

نوربازکنش (به انگلیسی: Phototaxis) نوعی بازکنش یا حرکت حرکتی است که زمانی رخ می‌دهد که یک جاندار زنده به سوی یک محرک نور یا از آن دور شود. این برای جانداران نورپرورد سودمند است؛ زیرا می‌توانند خود را به بهترین شیوه برای دریافت نور برای فتوسنتز هدایت کنند. اگر حرکت در جهت افزایش شدت نور باشد، نوربازکنش مثبت و اگر در جهت مخالف باشد منفی نامیده می‌شود.